# Troidini
Troidini — триба метеликів родини Косатцеві (Papilionidae). Рід містить 135 видів, що поширені по всьому світі. Члени триби живляться отруйними рослинами роду Aristolochia порядку перцевоцвітних (Piperales), тому є самі отруйними для хижаків. 